# ميشيل أركاند
ميشيل أركاند هو مونتير كندي، ولد في 1949 في كيبك في كندا.

## وصلات خارجية
- ميشيل أركاند على موقع IMDb (الإنجليزية)
- ميشيل أركاند على موقع ألو سيني (الفرنسية)
- ميشيل أركاند على موقع أول موفي (الإنجليزية)
- ميشيل أركاند على موقع قاعدة بيانات الأفلام السويدية (السويدية)
- ميشيل أركاند على موقع قاعدة بيانات الفيلم (الإنجليزية)
- ميشيل أركاند على موقع كينوبويسك (الروسية)